# Teckel
El dachshund ("gos teixó" en alemany), també dit teckel, dackel o gos salsitxa, és una raça de gos. Té tres varietats: de pèl curt, de pèl dur i de pèl llarg.
El Club més antic per a la criatura del Teckel és el Deutsche Teckelklub i.V. fundat el 1888.

## Característiques
Aquesta raça tenia com a funció atrapar rosegadors sota terra i dins dels caus, d'aquí la seva forma allargada i baixa, amb una cua llarga i dura que s'emprava en tant que tirador. Es reconeixen diverses varietats: el tipus pèl curt, com el seu nom indica té un pèl bastant ras. El de pèl llarg posseïx una gran abundància i llargada, arribant generalment fins al sòl. El tipus de pèl dur, té un pèl rígid i tes. També es troben en diversos colors, ja que poden ser de color marró en diferents tonalitats o negres.
Cadascuna d'aquestes varietats pot ser de tres grandàries: normal (amb un pes màxim de 9 kg.); nan (amb una circumferència toràcica que no sobrepassa els 35 cm. i pes inferior a 4 kg.); miniatura (amb una circumferència toràcica fins a 30 cm. i pes no superior a 3,5 kg.).
És amable, intel·ligent i molt casolà, demostrant un afecte especial cap als nens als quals adora i cuida. També es diu que és un gos molt gelós que sempre camina reclamant afecte. La seva forma és allargada i baixa, amb una cua llarga i musell estirat, orelles llargues i caigudes, les potes són curtes i les ungles negres. Com qualsevol gos les seves potes davanteres tenen cinc dits i les seves potes del darrere quatre. Malgrat la seva baixa alçària, no hi ha lloc que pugui escapar a la seva curiositat. És possessiu, amb un fort caràcter i molt tossut. Excel·lent rastrejador i molt valent en la caça, no dubtarà d'enfrontar-se a un fer senglar. El tipus de pèl dur és aquell en el qual més es fa notar la sang terrier. Fidel company especialment en casos de malaltia per part del mestre. El seu cicle de reproducció es porta a terme immediatament després que la femella surti de l'etapa d'anar de gos. El seu període de gestació és de 58 a 64 dies i, la ventrada no és de més de cinc cadells.

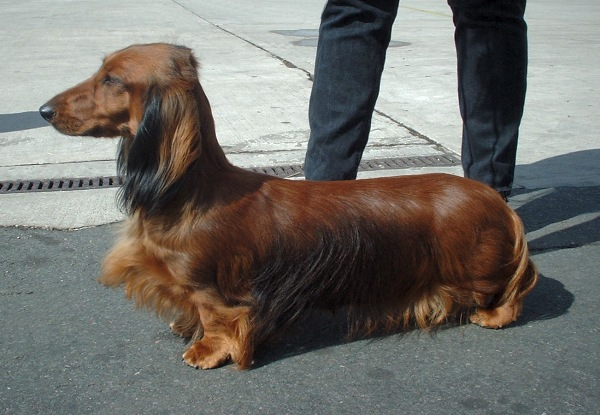
Varietat de pèl llarg
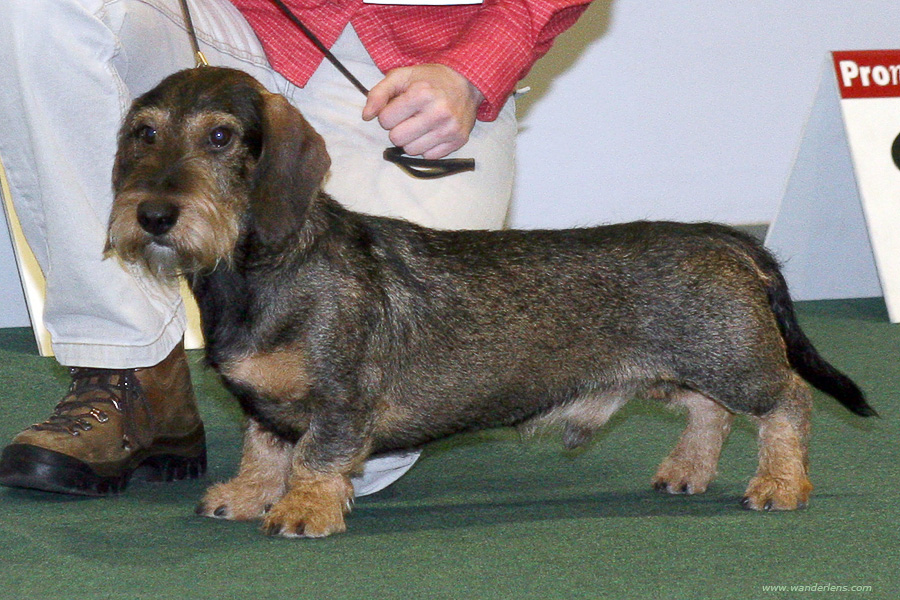
Varietat de pèl dur

## Salut
La raça és coneguda pels seus problemes d'espina dorsal, deguts a la seva columna vertebral extremament llarga i a les seves costelles curtes. El risc de lesions pot empitjorar en cas de sobrepès. Per a prevenir danys, és recomanable que aquests gossos no saltin ni pugin i baixin escales. Cada cop és més evident que aquests problemes són hereditaris, i els criadors treballen en la millora de la raça.

## El Teckel i la caça
Una de les races més polivalents per a la caça, sigui major o menor, és el Teckel o Dachshund. La seva petita grandària, unida al seu temperament equilibrat i al seu extraordinari olfacte el converteixen en un animal molt apreciat pels caçadors. Va ser creat per a la caça en qualsevol de les seves tres varietats de grandària (estàndard, miniatura i kaninchen) i de pèl (curt, llarg i dur). El Teckel reuneix les qualitats de gairebé tots els gossos de caça. En mans d'un bon caçador, que sàpiga ensenyar-lo i ensinistrar-lo, pot donar excel·lents resultats. En la Caça Menor, el Teckel es mostra incansable amb els conills entre el bosc, recorrent metòdicament cada racó i cada mata amb el seu fi olfacte. És extraordinari el treball que fa entre esbarzers, joncs i rierols amb vegetació espessa. També sorprèn d'aquesta raça la seva facilitat per a la collida (fins i tot a l'aigua) de coloms, perdius, ànecs, conills, llebres, i un sens fi d'espècies.

## Teckels famosos
- Lump, un dels gossos de Picasso
- Slinky, el gos amenaçant de Toy Story
- Waldi, la mascota dels Jocs Olímpics de 1972
- Crusoe, el gos "celebrity" d'Instagram
- Erdmann, el gos del Kaiser Guillem II